# Ljustjärnen (Kristinehamns socken, Värmland)
Ljustjärnen är en sjö i Kristinehamns kommun i Värmland och ingår i Göta älvs huvudavrinningsområde. Sjön har en area på 0,123 kvadratkilometer och ligger 142,1 meter över havet. Sjön avvattnas av vattendraget Norsbäckskanalen.

## Delavrinningsområde
Ljustjärnen ingår i det delavrinningsområde (659009-140990) som SMHI kallar för Utloppet av Bergsjön. Medelhöjden är 139 meter över havet och ytan är 14,79 kvadratkilometer. Det finns inga avrinningsområden uppströms utan avrinningsområdet är högsta punkten. Norsbäckskanalen som avvattnar avrinningsområdet har biflödesordning 4, vilket innebär att vattnet flödar genom totalt 4 vattendrag innan det når havet efter 321 kilometer. Avrinningsområdet består mestadels av skog (65 procent). Avrinningsområdet har 2,09 kvadratkilometer vattenytor vilket ger det en sjöprocent på 14,1 procent.